# Crowley (Colorado)
Crowley è un centro abitato (town) degli Stati Uniti d'America, situato nella contea di Crowley dello Stato del Colorado. Nel censimento del 2000 la popolazione era di 187 abitanti.

## Geografia fisica
Secondo i rilevamenti dell'United States Census Bureau, Crowley si estende su una superficie di 0,7 km².